# William Finnegan (Autor)
William Finnegan (* 1952 in New York City) ist ein amerikanischer Journalist und Buchautor.

## Leben
William Finnegan wuchs in Los Angeles und Hawaii auf, wo er auch das Surfen lernte.
1974 schloss er ein Studium der Literaturwissenschaften an der University of California mit dem Bachelor ab. Später studierte er Kreatives Schreiben an der University of Montana und verdiente währenddessen seinen Lebensunterhalt mit Gelegenheitsjobs. Er reiste mehrere Jahre durch Asien, Australien und Afrika, bevor er in Kapstadt, Südafrika, eine Stelle als Englischlehrer an einer High School für People of Color annahm. Diese Erfahrung inspirierte ihn zu seinem ersten Buch Crossing the Line: A Year in the Land of Apartheid, das 1986 erschien.
Nach vielen Jahren als Auslandsreporter für The New Yorker lebt Finnegan inzwischen in Manhattan.

## Journalistische Karriere
Seit 1984 schreibt er Beiträge für das Magazin The New Yorker, seit 1987 ist er dort als Redakteur angestellt.
In seinen Reportagen beschäftigt er sich unter anderem mit ethnischen Konflikten in Afrika und Zentralamerika sowie mit Drogenkriminalität und Armut in den USA. Für seine journalistische Arbeit wurde er vielfach ausgezeichnet.
Er verfasste zudem Beiträge für das Harper’s Magazine und The New York Review of Books.

## Buchautor
William Finnegan ist Autor mehrerer Bücher, insbesondere von Sachbüchern. So erschien 1998 Cold New World: Growing Up in a Harder Country im Verlag Random House. Es handelt von der wachsenden Ungleichheit in der amerikanischen Gesellschaft, kultureller Entfremdung und Ausgrenzung von Minderheiten, sowie dem verbreiteten Problem der Drogenabhängigkeit in der amerikanischen Unterschicht.
2016 erschien Finnegans autobiografisches Buch Barbarian Days: A Surfing Life, das noch im selben Jahr den Pulitzer-Preis im Bereich Biografie / Autobiografie sowie den William Hill Sports Book of the Year Award erhielt. Darin schildert er seine jahrelange Leidenschaft für das Surfen, die ihn seit seiner Kindheit auf Hawaii geprägt hat.
Die deutsche Übersetzung erschien 2018 unter dem Titel Barbarentage im Suhrkamp Verlag.

## Artikel
- Deep East Texas, über den Handel mit Kokain im Süden der USA.
- The Unwanted, über jugendliche Nazi-Gruppierungen in Kalifornien.
- The Invisible War, über den Bürgerkrieg im Sudan.
- The Countertraffickers, Reportage über den internationalen Frauenhandel.
- Leasing The Rain, über den globalen Kampf um sauberes Trinkwasser.

## Bücher
- Finnegan, William (2015). Barbarian Days: A Surfing Life. Penguin., ISBN 978-1-59420-347-3
  - deutsch: Barbarentage. Mein Surferleben, Suhrkamp Verlag, Berlin 2018, ISBN 978-3-518-46873-9
- Finnegan, William (2006). Crossing the Line: A Year in the Land of Apartheid. Persea.
- Finnegan, William (1998). Cold New World: Growing Up in a Harder Country. Random House.
- Finnegan, William (1995). Dateline Soweto: Travels with Black South African Reporters. University of California Press.
- Finnegan, William (1993). A Complicated War: The Harrowing of Mozambique. University of California Press.

## Rezensionen
- Thad Ziolkowski: ‘Barbarian Days: A Surfing Life,’ by William Finnegan | The New York Times. In: nytimes.com. 13. Juli 2015, abgerufen am 3. März 2024 (englisch).
- Ed Caesar: Barbarian Days: A Surfing Life by William Finnegan review – a memoir of an obsession | The Guardian. In: theguardian.com. 14. August 2015, abgerufen am 3. März 2024 (englisch).
- Janette Wolf: Barbarian Days: a Surfing Life by William Finnegan, review: Waves of emotion in a compelling surfing memoir | The Independent. In: independent.co.uk. 13. September 2015, abgerufen am 3. März 2024 (englisch).
- Ryan Bradley: William Finnegan surfs the meaning of his 'Barbarian Days' | Los Angeles Times. In: latimes.com. 16. Juli 2015, abgerufen am 3. März 2024 (englisch).